# Justified and Lovin' It Live
Justified and Lovin' It Live (o Justified World Tour) fue la segunda gira musical del cantante estadounidense Justin Timberlake, que sirvió para promocionar su primer álbum como solista, Justified. El tour fue, esencialmente, la continuación de Justified/Stripped, la gira que compartió junto a Christina Aguilera a mediados del 2003. El Justified World Tour llegó a Norteamérica, Europa y Australia durante los ocho meses que duró.

## Antecedentes
En septiembre de 2003, la cadena de restaurantes McDonald's anunció que Timberlake era el vocero de su campaña publicitaria «I'm lovin' it». Él grabó la canción del mismo nombre —producida por The Neptunes— que fue usada en los anuncios del restaurante y lanzada como sencillo en diciembre de 2003. Más tarde, McDonald's anunció que sería el auspiciador de la gira de Justin, que era la continuación de su exitoso tour norteamericano con Christina Aguilera. Timberlake declaró: «Me encanta lo que Mcdonald's está haciendo con la nueva campaña "I'm lovin' it" y es genial ser parte de ella [...] Compartimos el mismo público —gente que le gusta pasarla bien— y justamente de eso se trata esta nueva sociedad y mi gira europea». El tour comenzó con Timberlake realizando íntimas presentaciones en clubes y teatros en Estados Unidos y Australia, antes de expandirse a arenas en Europa. En el Reino Unido, Timberlake actuó en clubes y teatros locales tras algunos conciertos. También en algunas fechas, el cantante británico Lemar ofició como telonero.

## Lista de canciones
Canciones interpretadas en el show:
1. «Ghetto blaster» (contiene elementos de «Like i love you», «Girlfriend» y «Rock your body») (video introducción)
2. «Rock your body»
3. «Right for me»
4. Medley:
  1. «Gone»
  2. «Girlfriend»
  3. «Señorita»
5. «Still on my brain»
6. «Nothin' else»
7. «Cry me a river»
8. «Let's take a ride»
9. «Beat box» (intermedio de baile)
10. «I'm lovin' it»
11. «Last night»
12. «Take me now»
13. «Take it from here»
14. Bis:
  1. «Like i love you»

## Transmisiones y grabaciones
Los shows del tour fueron grabados en Colonia, Alemania, Florencia, Italia, Ámsterdam, Países Bajos y Londres, Inglaterra. Posteriormente, un DVD fue lanzado bajo el título Justin Timberlake: Live in London.